# YAMON
Yamon是MIPS科技公司针为MIPS系列处理器开发的Bootloader。使用MIPS核开发应用处理器的厂商会基于Yamon来扩展自己的代码，Sigma Design SMP8xxx 高清多媒体处理器的Bootloader就是这种实现，这种实现弥补了U-Boot对MIPS处理器支持的不足。某种意义上说Yamon是MIPS处理器Bootloader的一个选项。